# Mirella Cesa
Mirella Cesa (Guayaquil, 18 dicembre 1984) è una cantante ecuadoriana, definita come "madre della Andipop", per il suo stile musicale che unisce strumenti della tradizione andina, strumenti a percussione latina e la musica pop.

## Discografia

### Album in studio
- 2006 – Mirella Cesa
- 2010 – Déjate Llevar
- 2013 – Deseo Concedido
- 2016 – La Buena Fortuna
- 2018 – Arcoíris

## Riconoscimenti
- 2009 - Best Artist, Ecuador – Los 40 Principales
- 2010 - Best Artist with International Projection – MBN Ecuador
- 2014 - Nomination Best international central Latin – MTV EMA
- 2018 - Miglior interprete - LIX Festival Internacional de la Canción de Viña del Mar